# أندرو رايت
أندرو رايت (بالإنجليزية: Andrew Wright)‏ (15 يناير 1985 بليفربول في المملكة المتحدة - ) هو لاعب كرة قدم بريطاني في مركز الوسط. لعب مع سكونثورب يونايتد وغريمسبي تاون ونادي ساوثبورت وCape Cod Crusaders ‏ ونادي موركامب.

## وصلات خارجية
- أندرو رايت على موقع قاعدة بيانات كرة القدم.إي يو (الإنجليزية)
- أندرو رايت على موقع Soccerbase.com (لاعب) (الإنجليزية)
- أندرو رايت على موقع Soccerway.com (الإنجليزية)